# August List
August Ferdinand List (* 18. November 1824 in Oebisfelde; † 9. Januar 1890 in Goslar) war Kaufmann und Mitglied des Deutschen Reichstags.

## Leben
List besuchte die höhere Gewerbe- und Handelsschule in Magdeburg. Er war Inhaber der Firma Aug. Sandroß in Goslar und Stuhlmeister der dortigen Freimaurerloge „Hercynia zum flammenden Stern“ ab 1877.
Von 1878 bis 1881 war er Mitglied des Deutschen Reichstags für den Wahlkreis Hannover 13 (Goslar, Herzberg) und die Nationalliberale Partei.